# John L. Allen

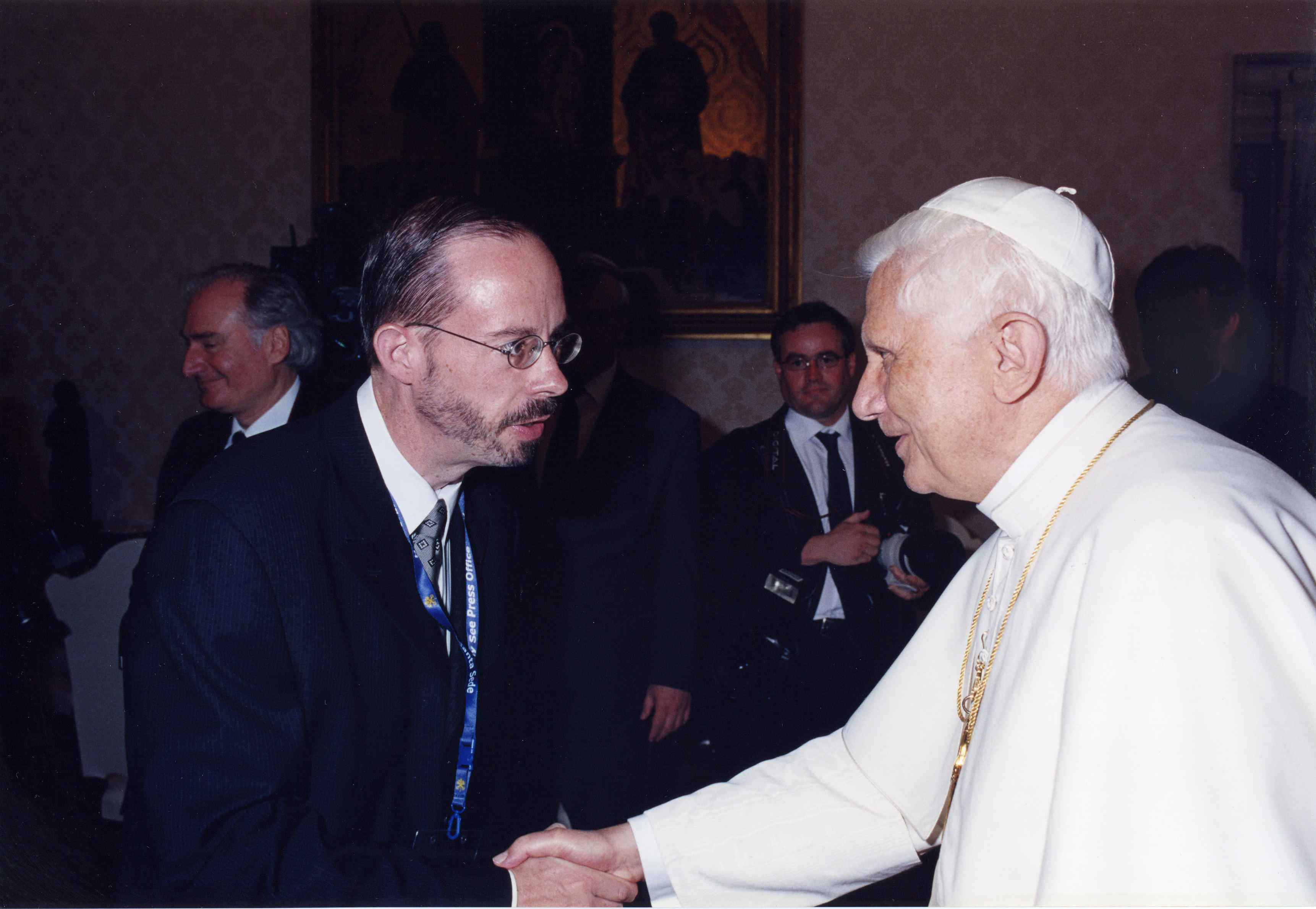
John L. Allen, Jr. zusammen mit Papst Benedikt XVI.

John L. Allen, Jr. (* 1965) ist ein US-amerikanischer Journalist des CNN und NPR mit den Spezialgebieten Römisch-Katholische Kirche und Vatikan.

## Biografie
Aufgewachsen ist Allen im US-Bundesstaat Kansas in der Ortschaft Hays (Kansas). Zur Schule ging Allen bis 1983 in die Thomas More Prep-Marian-Schule, welche vom Orden der Kapuziner geleitet wird.
Anschließend studierte er an der Fort Hays State University und beendete mit dem Abschluss Master sein Studium der Religionswissenschaft an der University of Kansas. Allen unterrichtete Journalismus und arbeitete in der Studentenzeitung The Knight der Notre Dame High School in Sherman Oaks in Kalifornien mit. Auch für die Zeitschrift National Catholic Reporter (NCR) war Allen tätig.
Während der Berichterstattung zum Tode von Johannes Paul II. erschien Allen regelmäßig im Nachrichtensender CNN und fungiert dort heute als Spezialist und Analytiker für den Themenbereich Vatikan. Nebenher hält Allen Vorlesungen zum gleichen Thema.
Zusammen mit seiner Frau Shannon lebt John Allen in Rom.

## Ehrungen
- 5. November 2011 – Ehrendoktor des St. Michael’s College in Toronto.

## Rezeption
Eine wöchentliche Kolumne Ein Wort aus Rom von Allen erscheint in der gedruckten und elektronischen Version der Zeitschrift National Catholic Reporter (NCR).
Weitere Zeitungen und Zeitschriften, für die Allen schreibt, sind The New York Times, CNN, NPR, The Tablet, Jesus, Second Opinion, The Nation, Miami Herald, Die Furche und der Irish Examiner.
Seine zwei Bücher über Benedikt XVI. – eines vor, das andere nach der Papstwahl geschrieben – wurden vom Verlag Doubleday veröffentlicht und enthalten teilweise deutliche Kritik am Vatikan. Bekannt ist Allen für sein Buch über die kontrovers diskutierte katholische Vereinigung Opus Dei.

## Schriften (Auswahl)
- Conclave The Politics, Personalities, and Process of the Next Papal Election. Neuaufl. Doubleday/Image, New York 2004. ISBN 0-385-50453-5 (EA New York 2002)
- All the Pope’s Men. The Inside Story of How the Vatican Really Thinks. Doubleday/Image, New York 2006, ISBN 0-385-50967-7 (EA New York 2004).
- Pope Benedict XVI. A Biography of Joseph Ratzinger. Continuum International Publ., New York 2005, ISBN 0-8264-1786-8
  - früherer Titel: Cardinal Ratzinger. The Vatican’s Enforcer of the Faith. Continuum International Publ., New York 2000, ISBN 0-8264-1265-3.
  - deutsche Ausgabe: Kardinal Ratzinger. Patmos-Verlag, Düsseldorf 2002, ISBN 3-491-72457-0.
- The Rise of Benedict XVI. The Inside Story of How the Pope Was Elected and Where He Will Take the Catholic Church. Doubleday/Image, New York 2006, ISBN 0-385-51321-6 (EA New York 2005).

- Opus Dei. An Objective Look Behind the Myths and Reality of the Most Controversial Force in the Catholic Church. Doubleday, New York 2005, ISBN 0-385-51449-2.
  - deutsche Ausgabe: Opus Dei. Mythos und Realität; ein Blick hinter die Kulissen. Gütersloher Verlagshaus, Gütersloh 2006, ISBN 3-579-06936-5.

- The Future Church: How Ten Trends Are Revolutionizing the Catholic Church. Doubleday/Image, New York 2009, ISBN 978-0-385-52038-6.
  - deutsche Ausgabe: Das neue Gesicht der Kirche. Die Zukunft des Katholizismus. Gütersloher Verlagshaus, Gütersloh 2010, ISBN 978-3-579-06550-2.